# 지배적 소수
지배적 소수(支配的少數, 영어: dominant minority, elite dominance)는 소수집단이면서 어떤 사회를 지배하는 계층이다. 대표적인 예로서는 시리아의 알라위파 (아사드 세력), 청나라의 만주족, 사담 후세인 시대 이라크의 수니파, 일제강점기의 재한 일본인 등이 있다.

## 같이 보기
- 식민주의
- 엘리트주의
- 소수주의
- 신식민주의
- 다수의 횡포